# Nolan Patrick
Nolan James Patrick (ur. 19 września 1998 w Winnipeg) – hokeista kanadyjski, gracz ligi NHL, reprezentant Kanady.
Wybrany w drafcie jako numer 2 zadebiutował w barwach Philadelphia Flyers 4 października 2017. Pierwszy punkt zdobył w trzecim a pierwszą bramkę w czwartym spotkaniu 10 października.

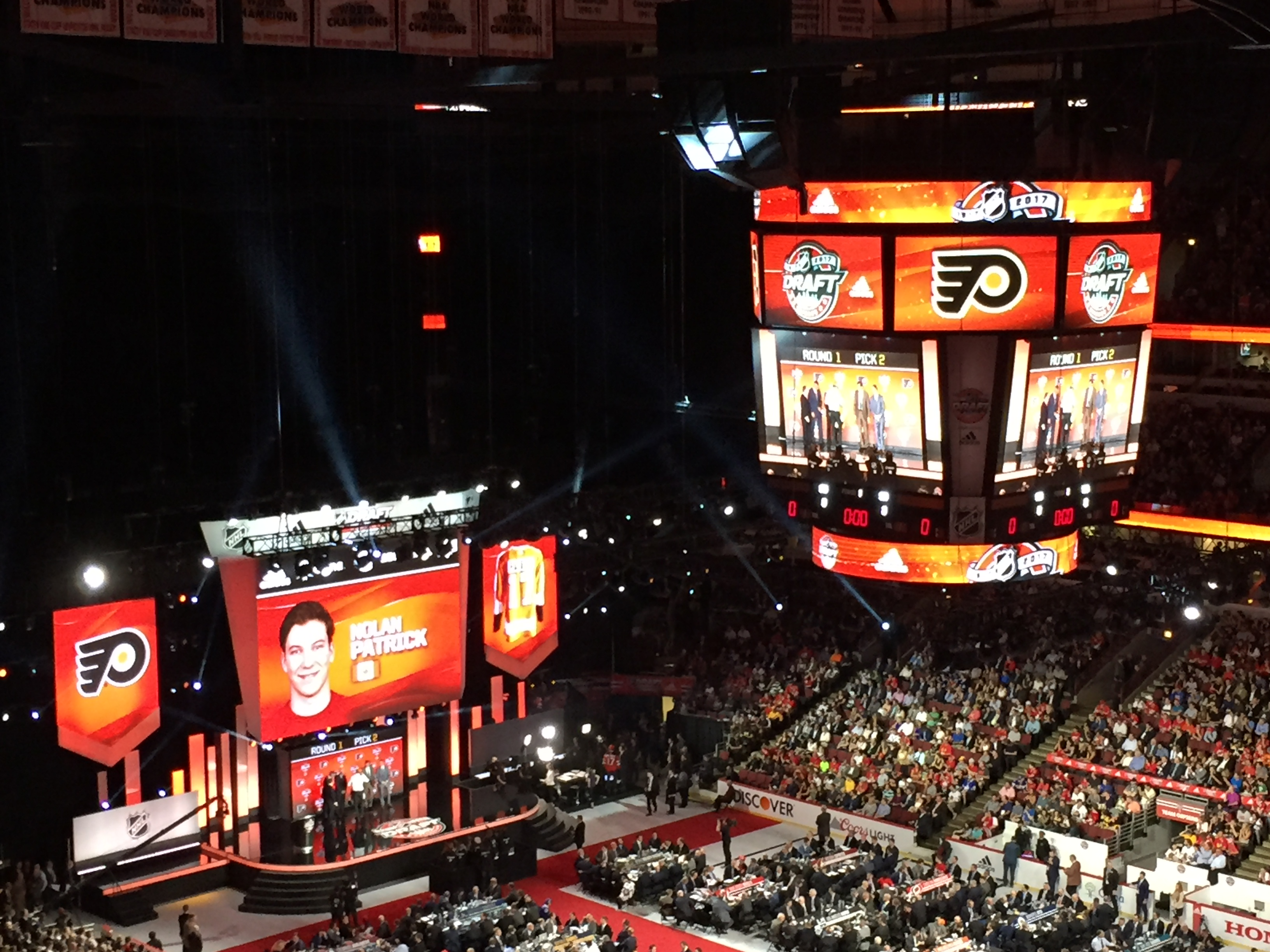
Wybór N.Patricka jako numeru 2 w drafcie

## Kariera klubowa
- Brandon Wheat Kings (8.08.2013 - 17.07.2017)
- Philadelphia Flyers (17.07.2017 - )

## Sukcesy
Klubowe
- Ed Chynoweth Cup z zespołem Brandon Wheat Kings w sezonie 2015-2016 ligi WHL